# José Théodore
José Nicholas Roosevelt Théodore, född 13 september 1976 i Laval, Québec, är en kanadensisk före detta professionell ishockeymålvakt.
Théodore är född i Kanada, men har makedonska och spanska rötter.
Med sin fru Stéphanie Coutier har Théodore dottern Romy (född 2006). Paret fick även en för tidigt född son Chace sommaren 2009, som senare avled den 20 augusti 2009.

## Spelarkarriär
Théodore började sin proffskarriär när han var 19 år i Montreal Canadiens. Théodore spelade därefter åtta NHL-säsonger i Montreal Canadiens.
Théodore debuterade i det kanadensiska landslaget i VM 2001.
Théodore blev uttagen och spelade i NHL:s årliga All Star-match 2004. Under NHL-lockouten säsongen 2004–05 spelade han för Djurgårdens IF i Elitserien. Théodore spelade totalt 29 matcher i Djurgården. Efter NHL-lockouten återvände Théodore till NHL. Théodore spelade halva säsongen 2005–06 i Montreal Canadiens, sedan lämnade han laget för spel i Colorado Avalanche. I Colorado spelade han två och en halv säsong.
Inför säsongen 2008–09 skrev Théodore kontrakt med Washington Capitals. Den 1 oktober 2010 skrev han på ett ettårskontrakt med Minnesota Wild. Théodore slutförde säsongen 2010-11 i Minnesota, därefter skrev han den 1 juli 2011 på ett tvåårskontrakt med Florida Panthers. I sin debutsäsong för Panthers var Théodore en av de stora anledningarna till att klubben gick till sitt första Stanley Cup-slutspel på 12 år (sedan 2000). Efter säsongen 2012-2013 har Théodore inte spelat med något lag utan har istället tagit en roll som kommentator för TVA Sports. Han vidhöll dock att han inte gått i pension.

## Meriter
- JVM-guld 1996
- Utsedd till bäste målvakt i JVM 1996
- Roger Crozier Saving Grace Award 2002
- Vezina Trophy 2002
- Hart Memorial Trophy  2002
- VM-guld 2004
- Bill Masterton Memorial Trophy 2010

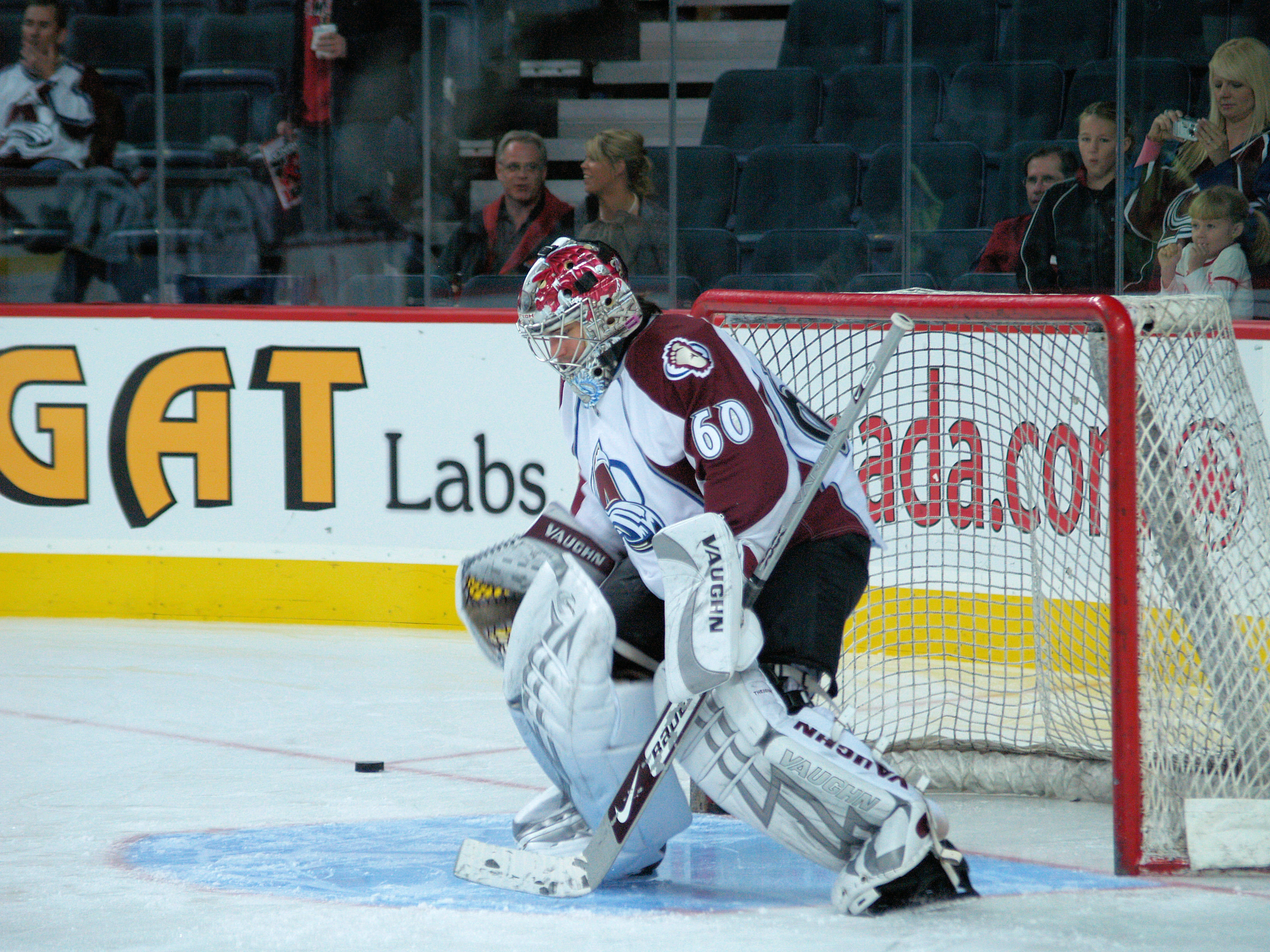
José Théodore i Colorado Avalanche

## Klubbar
- Montreal Canadiens 1995–96 – 2003–04
- Fredericton Canadiens 1996–97 – 1998–99
- Québec Citadelles 2000–01
- Djurgårdens IF 2004–05
- Montreal Canadiens 2005–06
- Colorado Avalanche 2005–06 – 2007–08
- Lake Erie Monsters 2007–08
- Washington Capitals 2008–09 – 2010–11
- Minnesota Wild 2010–11
- Florida Panthers 2011–13